# Айдар, Ернар Жанабаевич
Ернар Айдар (настоящее имя — Елнар Жанабаевич Хайдаров, каз. Ернар Жаңабайұлы Айдаров; род. 13 марта 1991 года, Навоийская область, Узбекская ССР) — казахстанский эстрадный певец и автор песен; поёт на казахском языке.

## Биография
Происходит из рода шомекей племени алимулы. Ернар Айдар в 2008 году окончил школу имени Мухтар Ауезова в городе Таразе. Первый раз выступил на сцене во время областного концерта в Таразе в 2008 году. Записал свой первый авторский трек «Жарығым-ай» в 2011 году, который сделал его самым популярным артистом этого года. После окончание школы в 2009 году поступил в Казахский национальный аграрный университет. В 2011 году Думан Ойротович стал продюсером Ернар Айдар, основали продюсерский центр Ernar Aidar Production. В 2016 году поступил на Казахская национальная академия искусств.

## Личная жизнь
Отец — Акметов Жанабай Айдарович род 20 апреля в 1961, мать — Махмудова Кульман Ахметовна, род, 1 января 1964. есть младшие братья Берик, Бейбит и Талгат, а также младшая сестра Жазира.

## Творческая деятельность

### Годы активности
По итогам рейтингов музыкальных чартов, в 2011 году Ернар Айдар стал самым быстрым узнаваемым артистом года. В 2012 году выспустил первый альбом «Жарығым-ай» и гастролировал по всему Казахстану. 4 декабря 2017 года трек «Күнім сен сөнбеші» стал популярным и в том же году Ернар дал свой концерт название под названием «Күнім Сен Сөнбеші».
К дню города Астаны Ернар Айдар дал большой концерт с участием народных артистов Казахстана Ескендира Хасангалиева, Нургали Нусипжанова, Алтынбека Коразбаева, Мирамбека Беспаева, Тохтара Серикова, Мухасана Шахзадаева, Саята Медеува, Досымжана Танатарова.
20 декабря в 2019 году на сцене комплекса «Алматы Арена» и 22 декабря в Нур-Султане в комплексе «Барыс Арена» прошли концерты Ернара Айдара Mahabbat Qalasy. Участниками шоу также стали Arash, Serdar Ortaç и Oceana, известный танцевальный шоу-проект Wake Up, а постановкой занимался режиссёров-постановщик Андрей Еремин из Киева.
Трек «Сүйген жүрек» выпушенный 19 мая 2021 года стал самым популярным, за короткое время став хитом

### Публичные выступления
| Сольные концерты |                   |                   |                                                           |
| Дата             | Название          | Место проведения  | Город                                                     |
| 2013             | Жарығым-ай        | Дворец республики | Алматы, Казахстан                                         |
| 2014             | Жарығым-ай        | Дворец республики | Монголия, Китай, Узбекистан, Алтайская Республика, Россия |
| 2015             | Ақ бақытым        | Дворец республики | Алматы, Казахстан                                         |
| 2016             | Жарайма           | Дворец республики | Алматы, Ташкент                                           |
| 2017             | Күнім Сен Сөнбеші | Дворец республики | Алматы, Казахстан                                         |
| 2018             | Күнім Сен Сөнбеші | ЦКЗ               | Алматы, Казахстан                                         |
| 2019             | Mahabbat Qalasy   | Дворец республики | Алматы, Казахстан                                         |
| 2020             | Күнім Сен Сөнбеші | Дворец республики | Актау, Актобе, Орал                                       |

## Премии и награды
- 2014 год — победитель национального музыкального конкурса «Золотой Микрофон» в номинации «Лучший поющий парень».[7]
- 2015 — «Прорыв года» «Муззона».
- 2016 — V Евразийская музыкальная премия EMA-2016 в номинации «Выбор Интернета».